# René Plaissetty
René Plaissetty (7 de março de 1889 – 4 de janeiro de 1955), nasceu René Alexis Plaissetty, foi um ator, roteirista e diretor norte-americano da era do cinema mudo.
René nasceu em Chicago, Illinois, em 1889 e faleceu em Nova Iorque, NI, em 1955.

## Filmografia selecionada
- The Yellow Claw (1921)
- The Broken Road (1921)
- The Four Feathers (1921)
- The Knave of Diamonds (1921)
- Chair ardente (1932)